# Ziv Gallery
Ziv Gallery é uma galeria de arte inaugurada em 2021 por Helder Kanamaru e Seme Arone. Está localizada na na rua Gonçalo Afonso, 119, Beco do Batman, Vila Madalena, São Paulo.
A galeria expõe peças de arte urbana e cultura geek. Também recebem shows e fazem exposições individuais. Além disso, funcionam como restaurante. Entre as pessoas e instituições que já exporam suas obras no museu, estão o Istituto Europeo di Design, Dan Mabe e Diogo Snow.